# Craig Moller
Craig Moller (* 22. August 1994 in Sutherland, New South Wales) ist ein australisch-deutscher Basketballspieler und ehemaliger Australian-Football-Spieler.

## Werdegang
Als Australian-Football-Spieler gehörte Moller der Nachwuchsmannschaft der Cronulla Sharks an. 2013 stand er im Aufgebot des Fremantle Football Club (Australian Football League) in der Nähe von Perth und bestritt ein Spiel für die Mannschaft. Von 2013 bis 2015 kam er auf 39 Einsätze für den Peel Thunder Football Club in der West Australian Football League (WAFL).
Ab Januar 2016 nahm er am Trainingsbetrieb der Sydney Kings in der ozeanischen Basketballliga NBL teil. Im selben Jahr spielte er für die Sutherland Sharks in der Waratah-Meisterschaft und kam in sechs Einsätzen auf 19,2 Punkte je Begegnung. Im Laufe des Jahres 2016 schloss er sich der Basketballmannschaft Ballarat Miners in der Spielklasse South East Australian Basketball League (SEABL) an. Er kam für Ballarat auf fünf Einsätze. Im September 2016 nahmen ihn die Sydney Kings für die Saison 2016/17 als Entwicklungsspieler unter Vertrag, beförderten ihn dann aber in ihr Stammaufgebot. Nach dem Saisonende in der NBL spielte Moller 2017 wieder für die Ballarat Miners in der SEABL.
Im April 2017 unterschrieb Moller einen Vertrag bei Melbourne United aus der NBL. Im Anschluss an die Saison 2017/18, in der er mit Melbourne den Meistertitel gewann, spielte er im Sommer 2018 für die Hobart Chargers in der SEABL und gewann mit der Mannschaft ebenfalls den Meistertitel. In 23 SEABL-Einsätzen für Hobart kam Moller auf einen Mittelwert von 23,2 Punkten. Im November 2018 wurde er erstmals in Australiens Basketball-A-Nationalmannschaft berufen.
Moller kehrte zu den Sydney Kings zurück, die ihn im April 2019 unter Vertrag nahmen. Im Sommer 2019 stand er in Diensten der Southern Huskies in Neuseeland. In der Saison 2019/20 kam er für die Sydney Kings auf 7,4 Punkte und 4,7 Rebounds je Begegnung. Im Dezember 2019 musste er sich einer Knöcheloperation unterziehen. Moller verbuchte während des Spieljahres 2020/21 6,4 Punkte sowie 5,7 Rebounds pro Partie für die Sydney Kings.
2021 erhielt Moller die deutsche Staatsbürgerschaft. Im Juni 2021 wurde er vom deutschen Bundesligisten s.Oliver Würzburg verpflichtet. Ende April 2022 erlitt er im letzten Würzburger Heimspiel der Saison 2021/22 eine schwere Knieverletzung.
Im Sommer 2023 schloss er sich der australischen Mannschaft South East Melbourne Phoenix an, Anfang Dezember 2023 zog sich Moller erneut eine Knieverletzung zu, die eine lange Zwangspause notwendig machte.
Am 10. Januar 2025 wechselte er zu den Bamberg Baskets nach Deutschland, um dort zunächst eine Probezeit zu durchlaufen. Er bestritt 18 Bundesliga-Spiele für Bamberg. Ende Mai 2025 wurde er von der neuseeländischen Mannschaft Taranaki Airs verpflichtet.